# Нут бараний
Бара́ний нут , или туре́цкий горо́х, он же культу́рный нут и бара́ний горо́х (лат. Cicer arietinum) — травянистое растение семейства Бобовые (Fabaceae), зернобобовая культура. Общеупотребительные названия — воложский горох, грецкий горох, бараний горох, нохут.
Семена нута — пищевой продукт, особенно популярный на Ближнем Востоке; основа для приготовления традиционных блюд ближневосточных кухонь — хумуса и фалафеля.

## Биологическое описание

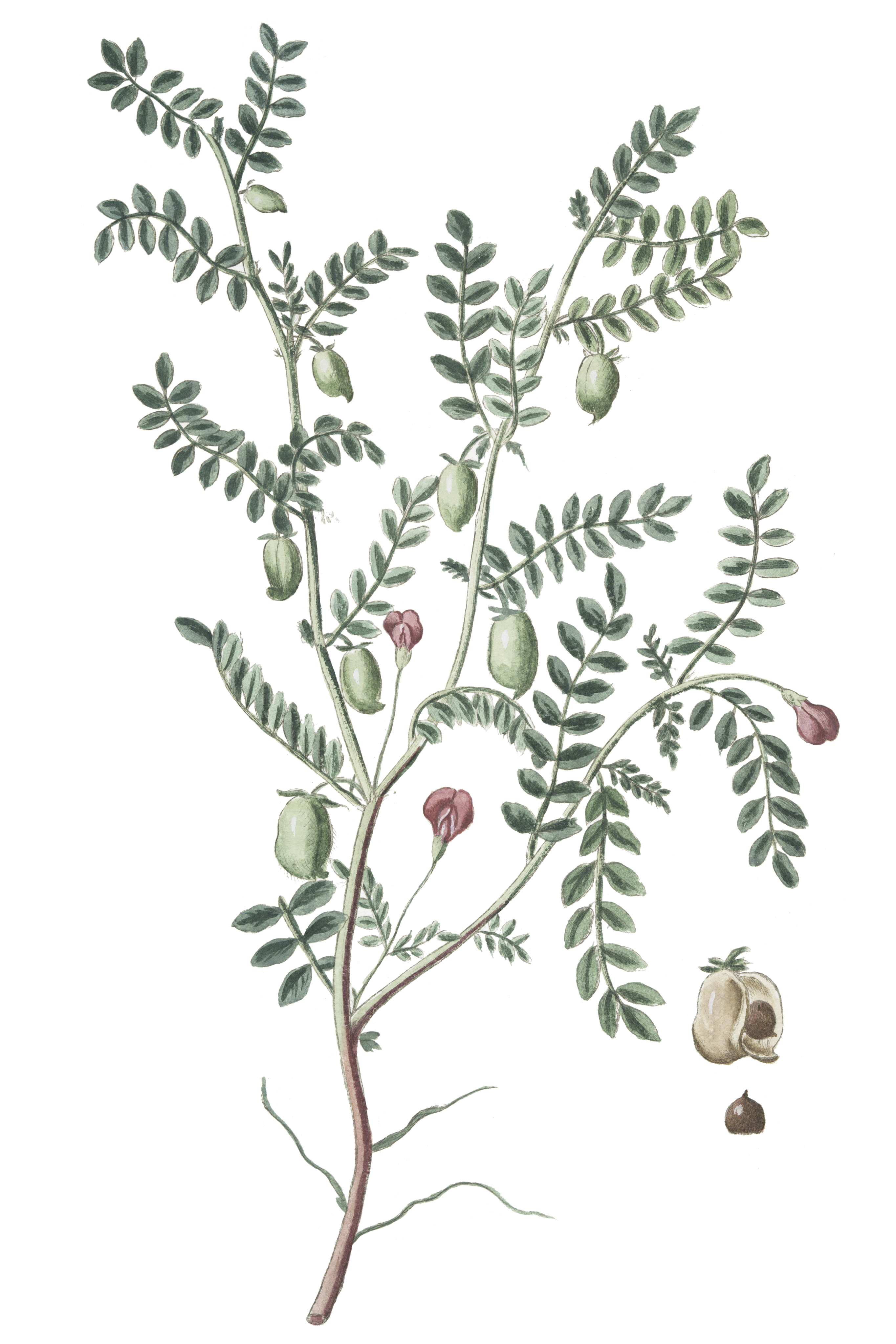
Ботаническая иллюстрация из книги Hortus Romanus juxta systema Tournefortianum

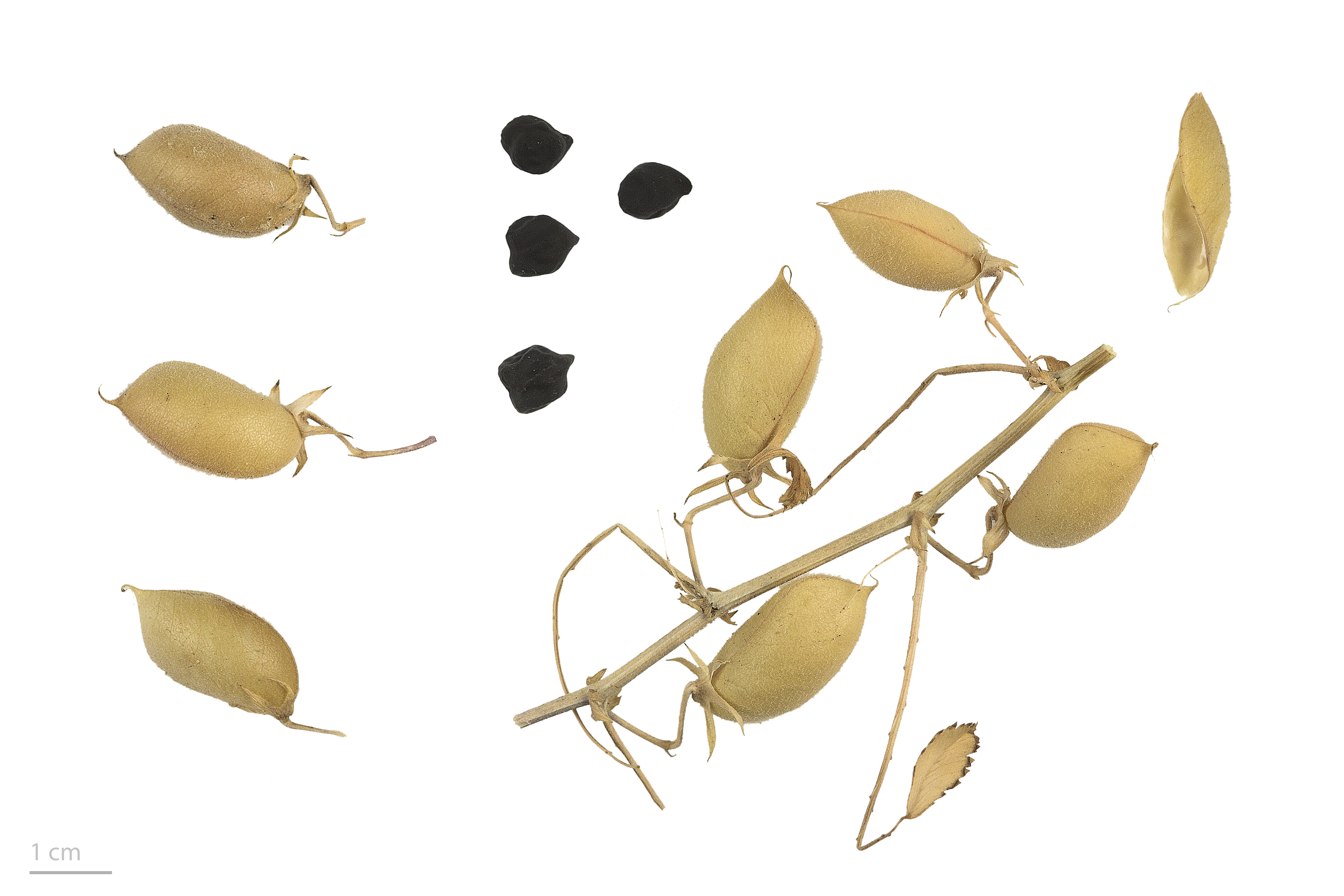
Плоды и семена чёрной разновидности нута; Тулузский музей

Однолетнее растение. Стебель прямостоячий, покрытый железистыми волосками. В высоту достигает 20—70 см.
Листья непарноперистые.
Бобы короткие, вздутые, обычно содержат 1—2 семени (иногда — до 4 семян). Семена напоминают голову барана или совы, имеют бугорчато-шершавую поверхность. Диаметр от 0,5 до 1,5 см. Цвет — от жёлтого до очень тёмного. Масса тысячи семян в зависимости от сорта колеблется между 150 и 300 г.
Самоопыляющееся растение, опыление происходит в фазе закрытого цветка. Иногда происходит перекрёстное опыление.

### Биологические особенности
Вегетационный период — 90—110 дней у скороспелых и до 150—220 дней у позднеспелых сортов.
Нут — культура теплолюбивая. Прорастание начинается при температуре 3—5 °C, всходы выдерживают кратковременные заморозки до минус 8—11 °C. Оптимальная температура в период цветения и формирования бобов — 24—28 °C.
Культура длинного дня.

### Заболевания
При длительной дождливой погоде задерживается цветение и появляются заболевания аскохитоз и фузариоз.

## Распространение
Родиной культурного нута считается Древняя Месопотамия (на территории современной Турции) и северо-восточная Сирия, где произрастает его предок Cicer reticulatum. В диком виде культура не встречается, но выращивается более чем в 50 странах мира. Под посевы занято 13,5 млн. га. Более 90 % собранного урожая приходится на Южную и Переднюю Азию: Индию (72 %), Пакистан (10 %), Иран (5 %), Турцию (4 %) и Сирию (1 %). За пределами этого региона наибольшего успеха в культивировании добились Австралия (3 %) и Эфиопия (2 %). Около одного процента урожая собирают в Мексике, Марокко и Малави.
Средняя урожайность непрерывно растёт, начиная с 1961 года и, по данным FAOSTAT за 2013 год, составляет от 0,5 до 0,9 т/га в год. Общий объём урожая достигает 10,16 млн тонн, что ставит нут на третье место среди бобовых культур после фасоли (21,56 млн тонн) и гороха (10,43 млн тонн).

## Значение и применение

### История
Нут — одна из наиболее древних бобовых культур: на Ближнем Востоке его начали выращивать более 7 тыс. лет назад. По всей видимости, доместикация произошла в верхнем междуречье Тигра и Евфрата на территории современной юго-восточной Турции и северо-восточной Сирии, где произрастает дикий предок этого растения — вид Cicer reticulatum. К концу IX века до н. э. люди уже либо культивировали нут за пределами природного ареала, либо запасались его бобами, о чём свидетельствуют археологические находки в неолитических поселениях Телль-эль-Керх (Tell el-Kerkh, X век до н. э.) и Абу-Хурейра (ок. 9500 г до н. э.) на западе Сирии. Среди наиболее ранних мест, где были обнаружены следы употребления в пищу турецкого гороха, стоит также выделить стоянку Чайоню на юго-востоке Турции (7250 — 6600 лет до н. э.). В докерамическом слое Иерихона (примерно 6500 год до н. э) также были обнаружены бобы нута — возможно, принадлежащие близкому, но всё же другому виду — Cicer judaicum.
В Европе наиболее ранние находки следов нута относятся к позднему неолиту: единичные экземпляры этого продукта были обнаружены при раскопках в греческой Фессалии — на стоянках, известных как Отзаки (Otzaki, 5500 год до н. э.) и Димини (Dimini, 3500 год до н. э.). В бронзовом веке пути распространения культуры прослеживаются уже достаточно хорошо, в период с 2800 по 1300 год до н. э. её выращиванием стали заниматься на Крите, в Египте, Израиле, Иордании, Ираке, Пакистане и Индии. В последнем случае нут занял весьма достойное место в национальной кухне, что до открытий в Месопотамии приводило к ошибочному мнению о местном происхождении культуры (в частности, к такому выводу пришёл Николай Вавилов в 1930-е годы).
Наиболее ранним письменным источником, в котором упомянуты бобы нута, следует считать «Илиаду»; во времена жизни Гомера культура была хорошо известна в Греции. Римляне знали несколько сортов нута и варили из него кашу, получившую название «пульс». Его также употребляли в пищу в сыром и жареном виде — так же, как современные люди употребляют в пищу арахис. В целом, богатый белком нут считался едой для бедных слоёв населения, которые не имели возможности ежедневно употреблять в пищу мясо или рыбу.
Предки Цицерона получили этот когномен, вероятно, по той причине, что кто-то из них обладал носом, по форме напоминающим боб. В начале политической карьеры оратор отказался от совета изменить своё прозвище и предсказал, что его имя когда-нибудь станет более знаменитым и уважаемым, чем имена известных на тот момент политиков Скавра и Катула. Плиний Старший связывал нут с Венерой и полагал, что он заживляет гнойные раны, стимулирует менструацию, является мочегонным средством и помогает лечить камни в почках. Древнеримский медик Гален утверждал, что плоды растения способствуют спермообразованию, при этом более калорийны, чем фасоль, и не приводят к вспучиванию живота.
В начале IX века нашей эры Карл Великий называл его повсеместной культурой. Николас Калпепер в XVII веке считал нут менее «пучным», чем горох, и более питательным. Современные исследователи считают, что нут способствует снижению уровня холестерина в крови.

### Использование

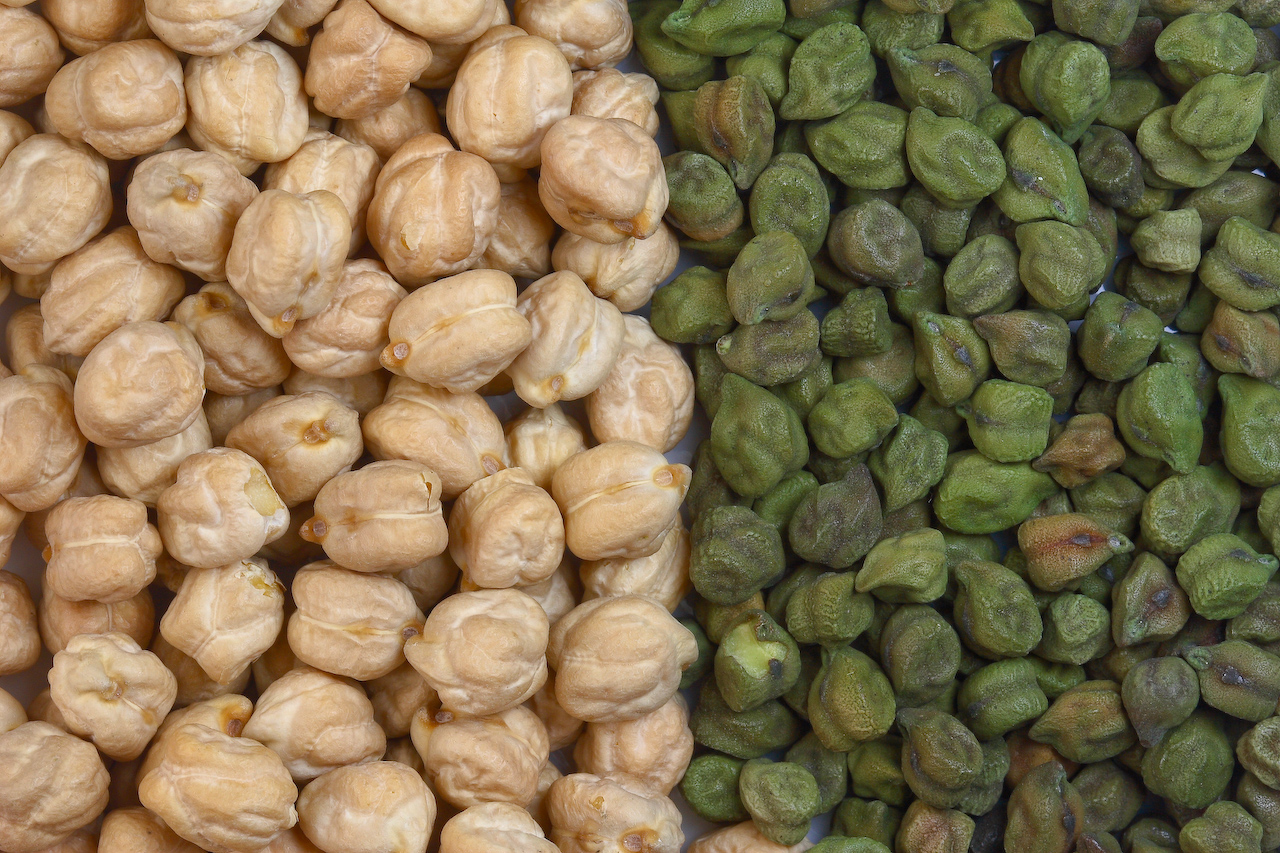
Зёрна белого (европейского) и зелёного (индийского) нута

Нут — пищевой продукт, распространённый в странах Западной и Средней Азии, Северной Африки, Северной Америки. Из него готовят закуски хумус и фалафель. Прожаренные бобы именуются леблеби. Нут активно используется в веганской, вегетарианской кухне и в индийской кулинарии. В Индии из нута готовят многочисленные блюда, такие как дхокла. Традиционно употребление нута также в средиземноморском регионе.
Из нута производится нутовая мука, используемая, в частности, в индийской кухне. А, например, в итальянской кухне она используется для приготовления лепёшек — фаринат, но объёмы выращивания нута в самой Италии незначительны.
В основном используют в пищу белосеменные сорта. Тепловая обработка происходит значительно дольше, чем для чечевицы, но быстрее, чем для гороха (предварительно замоченный нут варится около часа).
Солома и зелёная масса идёт на корм для овец.

#### Пищевая ценность
Семена нута служат источником цинка, фолиевой кислоты. В семенах нута содержится около 20—30 % белка, 50—60 % углеводов, до 7 % жиров (большей частью полиненасыщенных) и около 12 % других веществ, в том числе незаменимая аминокислота лизин, витамины B1, B6, а также минеральные вещества.
В стеблях и листьях содержится значительное количество щавелевой и яблочной кислот.

### Производство

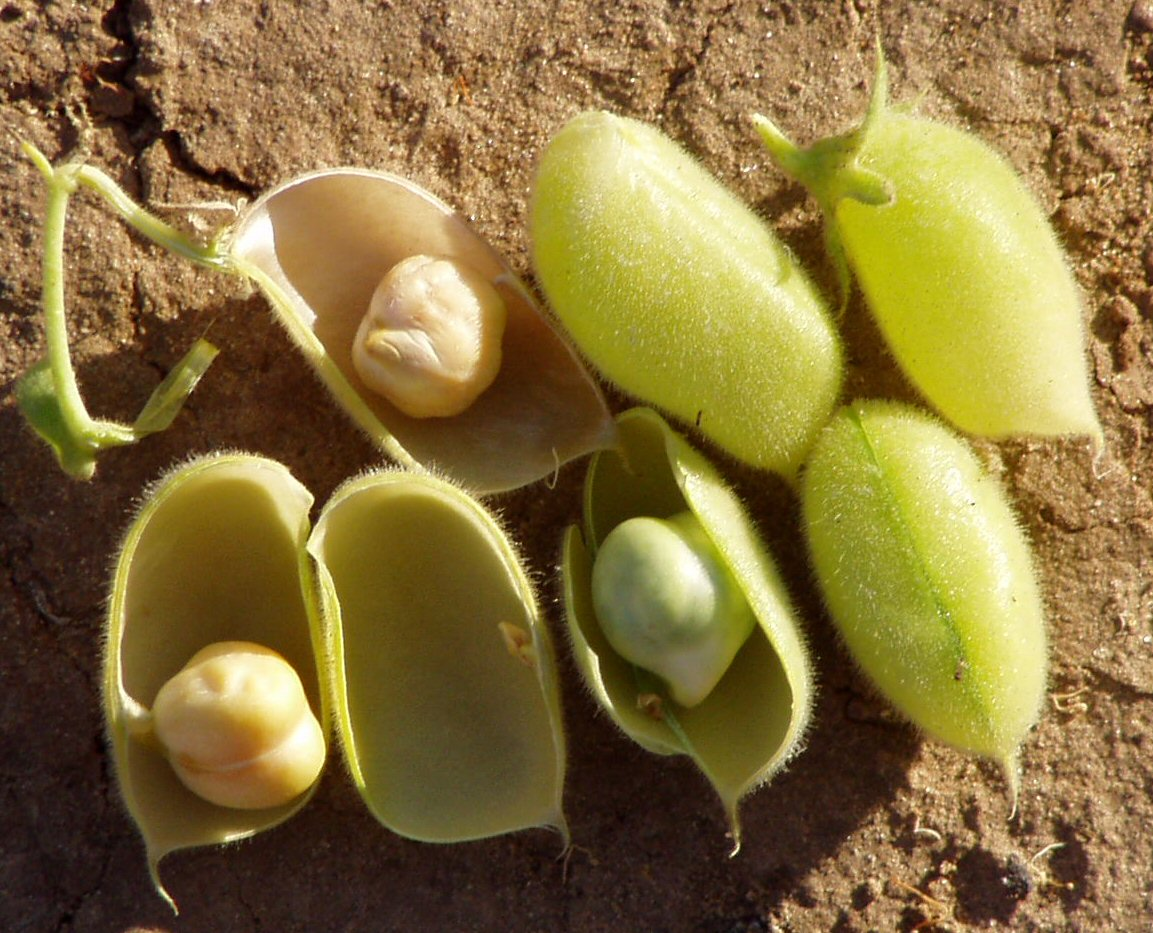
Плоды нута и семена

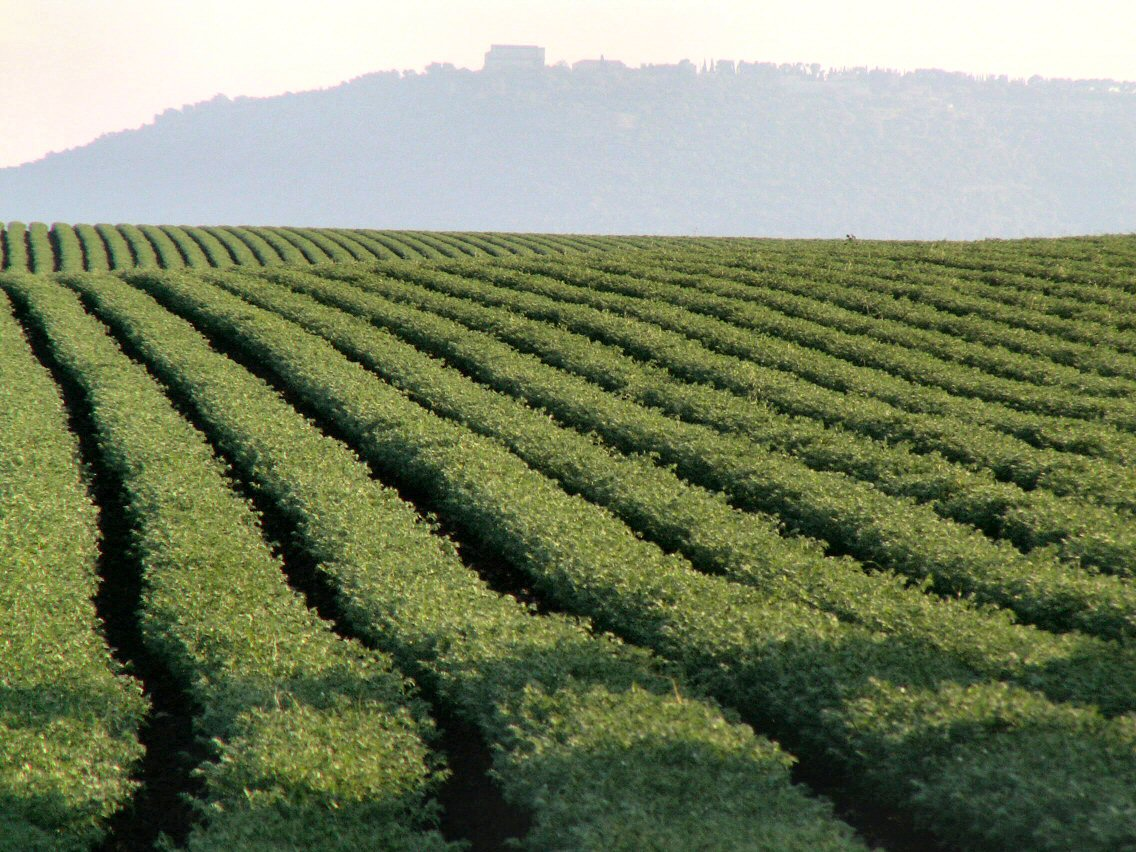
Нутовое поле

| Индия     | 4561 | 6436 | 6000 | 7480 | 8220 | 11910 | 13544 | 12267 |
| Австралия | 36   | 287  | 189  | 602  | 673  | 876   | 1062  | 935   |
| Турция    | 400  | 730  | 610  | 531  | 487  | 475   | 580   | 580   |
| Россия    |      |      |      |      | 0    | 317   | 468   | 530   |
| Эфиопия   | 0    | 125  | 135  | 285  | 400  | 478   | 493   | 451   |
| Мьянма    | 138  | 76   | 230  | 441  | 466  | 467   | 448   | 412   |
| Пакистан  | 524  | 559  | 868  | 562  | 496  | 234   | 316   | 244   |
| США       |      |      |      | 88   | 100  | 130   | 166   | 214   |
| Иран      | 122  | 355  | 310  | 268  | 162  | 168   | 176   | 175   |
| Мексика   | 139  | 167  | 240  | 132  | 72   | 172   | 189   | 143   |
| Канада    | 0    | 1    | 98   | 128  | 86   | 76    | 128   | 142   |
| Судан     |      |      |      |      | 13   | 97    | 97    | 99    |
| Аргентина |      |      |      |      | 58   | 85    | 102   | 66    |
| Танзания  |      |      |      |      | 71   | 150   | 92    | 16    |

#### Производство в России
Нут — выбор для засушливых зон, он лучше других бобовых культур переносит почвенную засуху. На мировом рынке более востребованы белосеменные сорта нута, хотя темносеменные сорта содержат больше белка, они более урожайные.
В Российский Государственный реестр селекционных достижений, допущенных к использованию в 2023 году, включено 35 сортов нута.
В 2023 году экспорт нута вырос в 2,2 раза до 565 тыс. тонн. Основные импортеры — Турция, Пакистан и Египет.
За последние три месяца 2023 года экспорт нута из РФ составил 150—170 тыс. т. Но России нужно улучшить качество бобовых, создавать крупноплодные сорта нута и чечевицы. Россия импортирует крупноплодный нут (8-9 мм) из Турции по 150 тыс. руб./т против 50 тыс. руб./т за российский мелкий нут.
Посевные площади нута в России в 2023 году 492,1 тыс. га (+125,0 тыс. га к 2022). Валовый сбор составил 702,8 тыс. тонн, при урожайности 14,6 ц/га. ТОП-5 регионов России по валовым сборам нута:
1. Саратовская область 28,5 %.
2. Волгоградская область 25,3 %.
3. Самарская область 19,8 %.
4. Оренбургская область 13,0 %.
5. Ростовская область 4,6 %.

В 2024 году посевные площади под нутом и чечевицей выросли до 1,57 млн га, на 610 тысяч га больше, чем рекордный показатель 2023 года. При этом зернобобовые нельзя возвращать на поле севооборота ранее, чем через 5 лет из-за опасности поражения вредителями и болезнями.